# Hrvatski Nogometni Klub Hajduk Split 2024-2025
Questa voce raccoglie le informazioni riguardanti il Hrvatski Nogometni Klub Hajduk Split nelle competizioni ufficiali della stagione 2024-2025.

## Stagione
Quella del 2024-2025 è la 34ª stagione consecutiva nel torneo di massima serie croata.

## Divise e sponsor
Lo sponsor tecnico è Adidas, il main sponsor è Tommy, mentre il back sponsor è SuperSport. La prima divisa è costituita da maglia bianca, pantaloncini e calzini blu, riprendendo così la tradizione dei modelli casalinghi del club. La divisa da trasferta è dominata dalle inconfondibili strisce rosso-blu con elementi di design contemporanei, pantaloncini e calzini blu, unendo così tradizione e modernità. La terza divisa rappresenta una combinazione unica del colore bianco del club, con dettagli rosso-blu e motivi grigi che simboleggiano la razza canina croata - il dalmata, uno dei simboli più conosciuti della Dalmazia.
| Casa | Trasferta | Terza divisa |

## Organigramma societario
Di seguito l'organigramma societario.
Consiglio di amministrazione
- Presidente: Ivan Bilić
- Membri: Marinka Akrap, Ivan Matana[4][5]

Consiglio di sorveglianza
- Presidente: Aljoša Pavelin
- Vicepresidente: Goran Jujnović Lučić
- Membri: Lukas Oliver Pavić, Dražen Zec, Roberto Bitunjac

Assemblea
- Presidente: Vinko Radovani

Organo consultivo "Hajdučka zajednica"
- Membri: Zvonimir Akrap, Toni Bartulović, Frano Belohradsky, Branimir Britvić, Damir Dominiković, Robert Kalinić, Goran Krizmanić, Renato Miočić, Ivan Ostojić, Mario Pavić, Mijo Pašalić, Trpimir Renić, Stipan Rimac

Area tecnica
- Direttore sportivo: Nikola Kalinić[6], da settembre François Vitali[7][8][9]
- Allenatore: Gennaro Gattuso
- Allenatore in seconda: Luigi Riccio
- Responsabile della preparazione atletica: Bruno Dominici
- Preparatori atletici: Dino Tenderini, Antonio Plenča
- Preparatore dei portieri: Roberto Perrone
- Assistente preparatore dei portieri: Darko Franić
- Team manager: Stjepan Badrov
- Video analyst: Marco Sangermani, Bruno Baćina

Magazzinieri: Miro Čolak, Zlatko Piteša
Area sanitaria
- Responsabile: Ante Bandalović
- Medici sociali: Tomislav Barić, Vladimir Ivančev, Boris Bećir, Ante Turić, Marko Kordić
- Odontoiatria: Marin Popović
- Responsabile area fisioterapia: Josip Gruica
- Fisioterapisti: Filip Brnas, Nikola Šarić, Ivan Gršković, Ivo Babić
- Nutrizionista: Iva Tokić Sedlar

## Rosa
Di seguito la rosa (numerazione aggiornate al 17 febbraio 2025).
| N. |                                 | Ruolo | Calciatore                   |
| -- | ------------------------------- | ----- | ---------------------------- |
| 3  | Croazia (bandiera)              | D     | Dominik Prpić                |
| 4  | Croazia (bandiera)              | A     | Ivan Perišić                 |
| 5  | Costa d'Avorio (bandiera)       | D     | Ismaël Diallo                |
| 6  | Croazia (bandiera)              | C     | Mihael Žaper                 |
| 7  | Australia (bandiera)            | C     | Anthony Kalik                |
| 8  | Croazia (bandiera)              | C     | Niko Sigur                   |
| 9  | Macedonia del Nord (bandiera)   | A     | Aleksandar Trajkovski        |
| 10 | Croazia (bandiera)              | A     | Marko Livaja (vice capitano) |
| 11 | Croazia (bandiera)              | C     | Ivan Rakitić                 |
| 13 | Austria (bandiera)              | P     | Ivan Lučić                   |
| 15 | Croazia (bandiera)              | A     | Michele Šego                 |
| 16 | Bosnia ed Erzegovina (bandiera) | C     | Madžid Šošić                 |
| 17 | Croazia (bandiera)              | D     | Dario Melnjak                |
| 18 | Marocco (bandiera)              | D     | Fahd Moufi                   |
| 19 | Croazia (bandiera)              | D     | Josip Elez                   |
| 21 | Stati Uniti (bandiera)          | C     | Rokas Pukštas                |
| 22 | Germania (bandiera)             | A     | Leon Dajaku                  |
| 23 | Croazia (bandiera)              | C     | Filip Krovinović             |
| 24 | Gambia (bandiera)               | A     | Abdoulie Sanyang             |
| 25 | Croazia (bandiera)              | D     | Filip Uremović               |

| N. |                     | Ruolo | Calciatore               |
| -- | ------------------- | ----- | ------------------------ |
| 26 | Croazia (bandiera)  | C     | Marko Capan              |
| 27 | Croazia (bandiera)  | A     | Stipe Biuk               |
| 28 | Croazia (bandiera)  | C     | Roko Brajković           |
| 29 | Slovenia (bandiera) | A     | Jan Mlakar               |
| 31 | Croazia (bandiera)  | D     | Zvonimir Šarlija         |
| 32 | Croazia (bandiera)  | D     | Šimun Hrgović            |
| 33 | Croazia (bandiera)  | P     | Toni Silić               |
| 34 | Croazia (bandiera)  | A     | Bruno Durdov             |
| 35 | Croazia (bandiera)  | C     | Luka Jurak               |
| 36 | Croazia (bandiera)  | D     | Marino Skelin            |
| 37 | Croazia (bandiera)  | C     | Noa Skoko                |
| 38 | Croazia (bandiera)  | D     | Luka Hodak               |
| 39 | Croazia (bandiera)  | A     | Mate Antunović           |
| 40 | Croazia (bandiera)  | P     | Borna Buljan             |
| 43 | Croazia (bandiera)  | D     | Niko Đolonga             |
| 45 | Marocco (bandiera)  | C     | Yassine Benrahou         |
| 77 | Ucraina (bandiera)  | A     | Nazarij Rusyn            |
| 77 | Kosovo (bandiera)   | C     | Emir Sahiti              |
| 91 | Croazia (bandiera)  | P     | Lovre Kalinić (capitano) |

## Calciomercato

### Sessione estiva(dal 26/6 al 5/9)
| Acquisti         | Acquisti         | Acquisti        | Acquisti      |
| R.               | Nome             | da              | Modalità      |
| ---------------- | ---------------- | --------------- | ------------- |
| C                | Ivan Rakitić     |                 | svincolato    |
| A                | Abdoulie Sanyang | Grenoble        | definitivo    |
| A                | Stipe Biuk       | Real Valladolid | prestito      |
| Altre operazioni |                  |                 |               |
| R.               | Nome             | da              | Modalità      |
| C                | Madžid Šošić     | Radomlje        | fine prestito |
| A                | Mate Antunović   | Monza           | fine prestito |

| Cessioni         | Cessioni              | Cessioni            | Cessioni      |
| R.               | Nome                  | a                   | Modalità      |
| ---------------- | --------------------- | ------------------- | ------------- |
| D                | Dino Mikanović        |                     | svincolato    |
| D                | Ferro                 |                     | svincolato    |
| C                | Emir Sahiti           | Amburgo             | definitivo    |
| C                | Ivan Ćubelić          | Slaven Belupo       | definitivo    |
| C                | László Kleinheisler   | Panathīnaïkos       | fine prestito |
| C                | Vadis Odjidja-Ofoe    |                     | fine carriera |
| A                | Filip Čuić            |                     | svincolato    |
| A                | Ivan Perišić          |                     | svincolato    |
| A                | Josip Brekalo         | Fiorentina          | fine prestito |
| A                | Nikola Kalinić        |                     | fine carriera |
| Altre operazioni |                       |                     |               |
| R.               | Nome                  | a                   | Modalità      |
| P                | Toni Silić            | Lokomotiva Zagabria | prestito      |
| P                | Karlo Sentić          | Diósgyőr            | definitivo    |
| D                | Luka Vušković         | Westerlo            | prestito      |
| C                | Ante Kavelj           | Sebenico            | definitivo    |
| C                | Duje Reić             | Lokomotiva Zagabria | definitivo'   |
| C                | Ivan Krolo            | Lokomotiva Zagabria | definitivo    |
| C                | Mateo Jurić-Petrašilo | Spartak Varna       | definitivo    |
| C                | Tino Blaž Lauš        | Velež Mostar        | definitivo    |
| A                | Boško Jemo            | Dugopolje           | definitivo    |
| A                | Jere Vrcić            | Croatia Zmijavci    | prestito      |
| A                | Krešimir Nazor        | GOŠK Dubrovnik      | prestito      |
| A                | Mateo Bačić           | Sampdoria           | definitivo    |

### Sessione invernale(dal 10/1 al 17/2)
| Acquisti | Acquisti      | Acquisti            | Acquisti                         |
| R.       | Nome          | da                  | Modalità                         |
| -------- | ------------- | ------------------- | -------------------------------- |
| P        | Toni Silić    | Lokomotiva Zagabria | fine prestito                    |
| A        | Jan Mlakar    | Pisa                | prestito                         |
| A        | Michele Šego  | Varaždin            | definitivo                       |
| A        | Nazarij Rusyn | Sunderland          | prestito con diritto di riscatto |

| Cessioni         | Cessioni         | Cessioni         | Cessioni                         |
| R.               | Nome             | a                | Modalità                         |
| ---------------- | ---------------- | ---------------- | -------------------------------- |
| P                | Borna Buljan     | Bravo            | definitivo                       |
| D                | Fahd Moufi       |                  | svincolato                       |
| D                | Zvonimir Šarlija | Pafos            | prestito con diritto di riscatto |
| C                | Luka Jurak       | NŠ Mura          | prestito                         |
| C                | Madžid Šošić     | Željezničar      | definitivo                       |
| C                | Yassine Benrahou | Caen             | prestito                         |
| A                | Leon Dajaku      |                  | svincolato                       |
| A                | Mate Antunović   | Varaždin         | definitivo                       |
| Altre operazioni |                  |                  |                                  |
| R.               | Nome             | a                | Modalità                         |
| A                | Jere Vrcić       | Croatia Zmijavci | definitivo                       |

## Risultati

### Hrvatska nogometna liga

#### Girone di andata
| Arbitro: | Zdenko Lovrić (Đakovo) |

|                               |           |              |
| Livaja 18’ (rig.) Sanyang 37’ | Marcatori | 45+1’ Šakota |

| Arbitro: | Dario Bel (Osijek) |

|                  |           |                |
| Čop 90+7’ (rig.) | Marcatori | 80’ Trajkovski |

| Arbitro: | Pajač (Sveti Ivan Zelina) |

|                           |           |              |
| Krovinović 56’ Livaja 74’ | Marcatori | 9’ Mitrovski |

| Arbitro: | Tihomir Pejin (Donji Miholjac) |

|            |           |            |
| Heister 1’ | Marcatori | 60’ Livaja |

| Arbitro: | Mario Zebec (Cestica) |

|            |           |  |
| Livaja 56’ | Marcatori |  |

| Arbitro: | Pajač (Sveti Ivan Zelina) |

|  |           |            |
|  | Marcatori | 70’ Livaja |

| Arbitro: | Dario Bel (Osijek) |

|                                             |           |                 |
| Durdov 11’, 55’ Livaja 71’ (rig.) Sigur 74’ | Marcatori | 5’ (aut.) Prpić |

| Fiume 29 settembre 2024, ore 20:00 CEST 8ª giornata | Rijeka                 | 0 – 0 referto | Hajduk Spalato | Stadio Rujevica (7 505 spett.)\| Arbitro: \| Ante Čulina (Zagabria) \| |
| Arbitro:                                            | Ante Čulina (Zagabria) |               |                |                                                                        |

| Arbitro: | Patrik Kolarić (Čakovec) |

|                                            |           |  |
| Rakitić 2’ Durdov 18’ Kalik 62’ Livaja 88’ | Marcatori |  |

#### Girone di ritorno
| Arbitro: | Ante Čulina (Zagabria) |

|  |           |                           |
|  | Marcatori | 39’ (aut.) Božić 44’ Biuk |

| Arbitro: | Mateo Erceg (Bencovazzo) |

|                     |           |         |
| Livaja 7’ Sigur 76’ | Marcatori | 27’ Čop |

| Arbitro: | Patrik Kolarić (Čakovec) |

|          |           |  |
| Šego 43’ | Marcatori |  |

| Arbitro: | Toni Dadić (Zagabria) |

|              |           |            |
| Benrahou 85’ | Marcatori | 67’ Lisica |

| Arbitro: | Ante Čulina (Zagabria) |

|                           |           |                        |
| Jelenić 41’ Jakupović 58’ | Marcatori | 9’ Livaja 84’ Uremović |

| Arbitro: | Patrik Kolarić (Čakovec) |

|           |           |  |
| Sigur 55’ | Marcatori |  |

| Arbitro: | Dario Bel (Osijek) |

|               |           |  |
| Krizmanić 50’ | Marcatori |  |

| Arbitro: | Mateo Erceg (Bencovazzo) |

|               |           |                         |
| Kalik 7’, 36’ | Marcatori | 12’ Janković 47’ Selahi |

| Arbitro: | Ante Čulina (Zagabria) |

|             |           |                             |
| Kulušić 89’ | Marcatori | 74’ Livaja 90+1’ Krovinović |

#### Girone di andata
| Spalato 26 gennaio 2025, ore 17:30 CET 19ª giornata | Hajduk Spalato           | 0 – 0 referto | Slaven Belupo | Stadio Poljud (20 227 spett.)\| Arbitro: \| Mateo Erceg (Bencovazzo) \| |
| Arbitro:                                            | Mateo Erceg (Bencovazzo) |               |               |                                                                         |

| Arbitro: | Patrik Kolarić (Čakovec) |

|                                |           |                       |
| Mudražija 24’, 72’ Vuković 25’ | Marcatori | 14’ Diallo 53’ Livaja |

| Arbitro: | Dario Bel (Osijek) |

|                   |           |  |
| Livaja 10’ (rig.) | Marcatori |  |

| Arbitro: | Pajač (Sveti Ivan Zelina) |

|           |           |             |
| Rozić 13’ | Marcatori | 29’ Sanyang |

| Arbitro: | Ante Čulina (Zagabria) |

|                                       |           |  |
| Uremović 11’ Livaja 19’, 24’ Biuk 89’ | Marcatori |  |

| Arbitro: | Mateo Erceg (Bencovazzo) |

|                                |           |                                     |
| Baturina 5’ Pierre-Gabriel 48’ | Marcatori | 31’ (aut.) Franjić 90+1’ Krovinović |

| Arbitro: | Zdenko Lovrić (Đakovo) |

|                             |           |              |
| Mlakar 22’ Banić 68’ (aut.) | Marcatori | 90+2’ Šlogar |

| Arbitro: | Dario Bel (Osijek) |

|                                   |           |  |
| Fruk 25’, 89’ Janković 68’ (rig.) | Marcatori |  |

| Arbitro: | Ante Čulina (Zagabria) |

|             |           |  |
| Rakitić 59’ | Marcatori |  |

#### Girone di ritorno
| Arbitro: | Pajač (Sveti Ivan Zelina) |

|  |           |                     |
|  | Marcatori | 45+1’ (rig.) Livaja |

| Arbitro: | Dario Bel (Osijek) |

|                  |           |               |
| Trajkovski 90+8’ | Marcatori | 45+2’ Karačić |

| Arbitro: | Ante Čulina (Zagabria) |

|         |           |                   |
| Vuk 42’ | Marcatori | 49’ (rig.) Livaja |

| Arbitro: | Mateo Erceg (Bencovazzo) |

|  |           |           |
|  | Marcatori | 35’ Rozić |

| Arbitro: | Pajač (Sveti Ivan Zelina) |

|                           |           |  |
| Babec 71’ Jakupović 90+4’ | Marcatori |  |

| Arbitro: | Mateo Erceg (Bencovazzo) |

|            |           |                                               |
| Livaja 55’ | Marcatori | 51’ Pierre-Gabriel 64’ Kulenović 90+12’ Sučić |

| Arbitro: | Dario Bel (Osijek) |

|              |           |            |
| Pajaziti 48’ | Marcatori | 55’ Livaja |

| Arbitro: | Pajač (Sveti Ivan Zelina) |

|                                  |           |         |
| Livaja 12’ (rig.) Trajkovski 78’ | Marcatori | 73’ Čop |

| Arbitro: | Ante Čulina (Zagabria) |

|  |           |             |
|  | Marcatori | 71’ Pukštas |

### Coppa di Croazia
| Arbitro: | Toni Dadić (Zagabria) |

|  |           |                                                    |
|  | Marcatori | 24’ Benrahou 53’ Šarlija 55’ Antunović 82’ Melnjak |

| Arbitro: | Zdenko Lovrić (Đakovo) |

|  |           |                                             |
|  | Marcatori | 18’ (rig.) Benrahou 34’ Pukštas 90’ Sanyang |

| Arbitro: | Patrik Kolarić (Čakovec) |

|            |           |                           |
| Livaja 29’ | Marcatori | 6’ Djouahra 14’, 51’ Fruk |

### UEFA Europa Conference League

#### Secondo turno preliminare
| Arbitro: | De Gabriele |

|                                |           |  |
| Uremović 19’ Livaja 30’ (rig.) | Marcatori |  |

| Tórshavn 1º agosto 2024, ore 20:00 WEST Secondo turno preliminare – Ritorno | HB Tórshavn | 0 – 0 referto | Hajduk Spalato | Stadio Gundadalur (1 395 spett.)\| Arbitro: \| Marshall \| |
| Arbitro:                                                                    | Marshall    |               |                |                                                            |

#### Terzo turno preliminare
| Ružomberok 8 agosto 2024, ore 18:30 CEST Terzo turno preliminare – Andata | Ružomberok | 0 – 0 referto | Hajduk Spalato | Stadio Pod Čebraťom (4 712 spett.)\| Arbitro: \| Soto Grado \| |
| Arbitro:                                                                  | Soto Grado |               |                |                                                                |

| Arbitro: | Pairetto |

|  |           |                   |
|  | Marcatori | 7’ (aut.) Šarlija |

## Statistiche

### Statistiche di squadra
| Competizione      | Punti | In casa | In casa | In casa | In casa | In casa | In casa | In trasferta | In trasferta | In trasferta | In trasferta | In trasferta | In trasferta | Totale | Totale | Totale | Totale | Totale | Totale | DR  |
| Competizione      | Punti | G       | V       | N       | P       | Gf      | Gs      | G            | V            | N            | P            | Gf           | Gs           | G      | V      | N      | P      | Gf     | Gs     | DR  |
| ----------------- | ----- | ------- | ------- | ------- | ------- | ------- | ------- | ------------ | ------------ | ------------ | ------------ | ------------ | ------------ | ------ | ------ | ------ | ------ | ------ | ------ | --- |
| HNL               | 63    | 18      | 12      | 4       | 2       | 31      | 14      | 18           | 5            | 8            | 5            | 18           | 20           | 36     | 17     | 12     | 7      | 49     | 34     | +15 |
| Coppa di Croazia  | -     | 1       | 0       | 0       | 1       | 1       | 3       | 2            | 2            | 0            | 0            | 7            | 0            | 3      | 2      | 0      | 0      | 8      | 3      | +5  |
| Conference League | -     | 2       | 1       | 0       | 1       | 2       | 1       | 2            | 0            | 2            | 0            | 0            | 0            | 4      | 1      | 2      | 1      | 2      | 1      | +1  |
| Totale            | -     | 21      | 13      | 4       | 4       | 34      | 18      | 22           | 7            | 10           | 5            | 25           | 20           | 43     | 20     | 14     | 8      | 59     | 38     | +21 |

### Andamento in campionato
| Giornata  | 1 | 2 | 3 | 4 | 5 | 6 | 7 | 8 | 9 | 10 | 11 | 12 | 13 | 14 | 15 | 16 | 17 | 18 | 19 | 20 | 21 | 22 | 23 | 24 | 25 | 26 | 27 | 28 | 29 | 30 | 31 | 32 | 33 | 34 | 35 | 36 |
| --------- | - | - | - | - | - | - | - | - | - | -- | -- | -- | -- | -- | -- | -- | -- | -- | -- | -- | -- | -- | -- | -- | -- | -- | -- | -- | -- | -- | -- | -- | -- | -- | -- | -- |
| Luogo     | C | T | C | T | C | T | C | T | C | T  | C  | T  | C  | T  | C  | T  | C  | T  | C  | T  | C  | T  | C  | T  | C  | T  | C  | T  | C  | T  | C  | T  | C  | T  | C  | T  |
| Risultato | V | N | V | N | V | V | V | N | V | V  | V  | P  | N  | N  | V  | P  | N  | V  | N  | P  | V  | N  | V  | N  | V  | P  | V  | V  | N  | N  | P  | P  | P  | N  | V  | V  |
| Posizione | 1 | 3 | 2 | 4 | 2 | 1 | 1 | 1 | 1 | 1  | 1  | 1  | 1  | 1  | 1  | 2  | 2  | 2  | 2  | 2  | 1  | 2  | 2  | 2  | 1  | 2  | 1  | 1  | 2  | 2  | 2  | 2  | 3  | 3  | 3  | 3  |

Legenda:

Luogo: C = Casa; T = Trasferta. Risultato: V = Vittoria; N = Pareggio; P = Sconfitta.

### Statistiche dei giocatori
| Giocatore     | HNL      | HNL  | HNL         | HNL        | Coppa di Croazia | Coppa di Croazia | Coppa di Croazia | Coppa di Croazia | Conference League | Conference League | Conference League | Conference League | Totale   | Totale | Totale      | Totale     |
| Giocatore     | Presenze | Reti | Ammonizioni | Espulsioni | Presenze         | Reti             | Ammonizioni      | Espulsioni       | Presenze          | Reti              | Ammonizioni       | Espulsioni        | Presenze | Reti   | Ammonizioni | Espulsioni |
| ------------- | -------- | ---- | ----------- | ---------- | ---------------- | ---------------- | ---------------- | ---------------- | ----------------- | ----------------- | ----------------- | ----------------- | -------- | ------ | ----------- | ---------- |
| M. Antunović  | 2        | 0    | 0           | 0          | 1                | 1                | 0                | 0                | 2                 | 0                 | 0                 | 0                 | 5        | 1      | 0           | 0          |
| Y. Benrahou   | 7        | 1    | 0           | 0          | 2                | 2                | 0                | 0                | -                 | -                 | -                 | -                 | 9        | 3      | 0           | 0          |
| S. Biuk       | 17       | 2    | 3           | 0          | 3                | 0                | 0                | 0                | -                 | -                 | -                 | -                 | 20       | 2      | 3           | 0          |
| R. Brajković  | 11       | 0    | 4           | 1          | 1                | 0                | 0                | 0                | 0                 | 0                 | 0                 | 0                 | 12       | 0      | 4           | 1          |
| B. Buljan     | 0        | 0    | 0           | 0          | 1                | 0                | 0                | 0                | 0                 | 0                 | 0                 | 0                 | 1        | 0      | 0           | 0          |
| M. Capan      | 1        | 0    | 0           | 0          | 2                | 0                | 0                | 0                | 2                 | 0                 | 1                 | 0                 | 5        | 0      | 1           | 0          |
| L. Dajaku     | 10       | 0    | 0           | 0          | 2                | 0                | 0                | 0                | -                 | -                 | -                 | -                 | 12       | 0      | 0           | 0          |
| I. Diallo     | 25       | 1    | 9           | 2          | 1                | 0                | 1                | 0                | 3                 | 0                 | 1                 | 0                 | 29       | 1      | 11          | 2          |
| B. Durdov     | 27       | 3    | 2           | 0          | 1                | 0                | 0                | 0                | 4                 | 0                 | 0                 | 0                 | 32       | 3      | 2           | 0          |
| N. Đolonga    | 0        | 0    | 0           | 0          | 1                | 0                | 0                | 0                | -                 | -                 | -                 | -                 | 1        | 0      | 0           | 0          |
| J. Elez       | 16       | 0    | 0           | 0          | 2                | 0                | 0                | 0                | 0                 | 0                 | 0                 | 0                 | 18       | 0      | 0           | 0          |
| L. Hodak      | -        | -    | -           | -          | -                | -                | -                | -                | -                 | -                 | -                 | -                 | -        | -      | -           | -          |
| Š. Hrgović    | 28       | 0    | 1           | 0          | 1                | 0                | 0                | 0                | 0                 | 0                 | 0                 | 0                 | 29       | 0      | 1           | 0          |
| L. Jurak      | 1        | 0    | 0           | 0          | -                | -                | -                | -                | 0                 | 0                 | 0                 | 0                 | 1        | 0      | 0           | 0          |
| A. Kalik      | 31       | 3    | 6           | 0          | 1                | 0                | 0                | 0                | 4                 | 0                 | 1                 | 0                 | 36       | 3      | 7           | 0          |
| L. Kalinić    | 4        | -4   | 1           | 0          | 1                | 0                | 0                | 0                | 0                 | 0                 | 0                 | 0                 | 5        | -4     | 1           | 0          |
| F. Krovinović | 33       | 3    | 1           | 0          | 2                | 0                | 0                | 0                | 4                 | 0                 | 0                 | 0                 | 39       | 3      | 1           | 0          |
| M. Livaja     | 35       | 19   | 5           | 1          | 1                | 1                | 1                | 0                | 4                 | 1                 | 0                 | 0                 | 40       | 21     | 6           | 1          |
| I. Lučić      | 28       | -27  | 2           | 1          | 2                | -3               | 1                | 0                | 4                 | -1                | 0                 | 0                 | 34       | -31    | 3           | 1          |
| D. Melnjak    | 31       | 0    | 0           | 0          | 3                | 1                | 0                | 0                | 3                 | 0                 | 0                 | 0                 | 37       | 1      | 0           | 0          |
| J. Mlakar     | 7        | 1    | 1           | 0          | -                | -                | -                | -                | -                 | -                 | -                 | -                 | 7        | 1      | 1           | 0          |
| F. Moufi      | 5        | 0    | 0           | 0          | 1                | 0                | 0                | 0                | 4                 | 0                 | 0                 | 0                 | 10       | 0      | 0           | 0          |
| I. Perišić    | 1        | 0    | 0           | 0          | -                | -                | -                | -                | 3                 | 0                 | 0                 | 0                 | 4        | 0      | 0           | 0          |
| D. Prpić      | 30       | 0    | 6           | 0          | 1                | 0                | 0                | 0                | 2                 | 0                 | 0                 | 0                 | 33       | 0      | 6           | 0          |
| R. Pukštas    | 30       | 1    | 5           | 0          | 3                | 1                | 0                | 0                | 4                 | 0                 | 0                 | 0                 | 37       | 2      | 5           | 0          |
| I. Rakitić    | 35       | 2    | 4           | 0          | 1                | 0                | 0                | 0                | 3                 | 0                 | 0                 | 0                 | 39       | 2      | 4           | 0          |
| N. Rusyn      | 16       | 0    | 0           | 0          | 1                | 0                | 0                | 0                | -                 | -                 | -                 | -                 | 17       | 0      | 0           | 0          |
| E. Sahiti     | 4        | 0    | 0           | 0          | -                | -                | -                | -                | 3                 | 0                 | 0                 | 0                 | 7        | 0      | 0           | 0          |
| A. Sanyang    | 22       | 2    | 4           | 0          | 1                | 1                | 0                | 0                | 4                 | 0                 | 1                 | 0                 | 27       | 3      | 5           | 0          |
| N. Sigur      | 28       | 3    | 6           | 0          | 3                | 0                | 0                | 0                | 1                 | 0                 | 0                 | 0                 | 32       | 3      | 6           | 0          |
| T. Silić      | 5        | -3   | 1           | 0          | 0                | 0                | 0                | 0                | -                 | -                 | -                 | -                 | 5        | -3     | 1           | 0          |
| M. Skelin     | 2        | 0    | 0           | 0          | 1                | 0                | 0                | 0                | 0                 | 0                 | 0                 | 0                 | 3        | 0      | 0           | 0          |
| N. Skoko      | 0        | 0    | 0           | 0          | 1                | 0                | 0                | 0                | 0                 | 0                 | 0                 | 0                 | 1        | 0      | 0           | 0          |
| Z. Šarlija    | 7        | 0    | 5           | 0          | 2                | 1                | 0                | 0                | 2                 | 0                 | 0                 | 0                 | 11       | 1      | 5           | 0          |
| M. Šego       | 16       | 0    | 1           | 0          | 1                | 0                | 0                | 0                | -                 | -                 | -                 | -                 | 17       | 0      | 1           | 0          |
| M. Šošić      | 0        | 0    | 0           | 0          | 1                | 0                | 0                | 0                | 0                 | 0                 | 0                 | 0                 | 1        | 0      | 0           | 0          |
| A. Trajkovski | 16       | 3    | 0           | 0          | 1                | 0                | 0                | 0                | 2                 | 0                 | 0                 | 0                 | 19       | 3      | 0           | 0          |
| F. Uremović   | 31       | 2    | 10          | 0          | 2                | 0                | 1                | 0                | 4                 | 1                 | 1                 | 1                 | 37       | 3      | 12          | 1          |
| M. Žaper      | 0        | 0    | 0           | 0          | -                | -                | -                | -                | -                 | -                 | -                 | -                 | 0        | 0      | 0           | 0          |

## Giovanili

### Organigramma
Area direttiva
- Responsabile Settore Giovanile: Boro Primorac
- Assistente Responsabile Settore Giovanile: Goran Sablić e Hrvoje Vuković
- Osservatori: Mate Radić

Area tecnica
- Allenatore (U-19): Zlatko Jerković, da gennaio Zvonimir Tomić
- Allenatore (U-18): Ivan Vukasović
- Allenatore (U-17): Jure Ivanković
- Allenatore (U-16): Frane Lojić
- Allenatore (U-15): Siniša Šegović
- Allenatore (U-14): Marin Nerlović
- Allenatore (U-13): Roko Španjić
- Allenatore (U-12): Ante Puljiz
- Allenatore (U-11): Ivan Rako
- Allenatore (U-10): Ante Vitaić
- Allenatore (U-9): Mario Lovreković
- Allenatore (U-8): Josip Vardić
- Coordinatore preparatore dei portieri: Ivica Roguljić
- Coordinatore del condizionamento fisico: Boris Peyrek
- Coordinatore del lavoro individuale: Zvonimir Tomić
- Preparatore dei portieri (U-19): Nikša Butara
- Preparatore dei portieri (U-18, U-16): Ante Alač
- Preparatore dei portieri (U-17, U-15): Goran Blažević
- Preparatore dei portieri (U-14, U-13): Marko Čagalj
- Preparatore dei portieri (U-12, U-11): Marko Županović
- Preparatore dei portieri (U-10, U-9, U-8): Antonio Popović
- Lavoro individuale: Vinko Bego, Joško Španjić, Marko Sičić, Daniel Vušković

### Piazzamenti
- Juniori (U-19):
  - Campionato: 3º classificato
  - Coppa di Croazia: Finale

- Kadeti (U-17):
  - Campionato: 2º classificato
  - Coppa di Croazia: Semifinali

- Kadeti II (U-16):
  - Al Abtal International Cup: Quarti di finale[67]

- Pioniri (U-15):
  - Campionato: 3º classificato
  - Coppa di Croazia: Ottavi di finale